# Saint-Eutrope
Saint-Eutrope è un comune francese di 174 abitanti situato nel dipartimento della Charente, nella regione della Nuova Aquitania.

## Società

### Evoluzione demografica
Abitanti censiti